# Tierra Oscura (Panamá)
Tierra Oscura es un corregimiento del distrito de Bocas del Toro en la provincia del mismo nombre, República de Panamá. La localidad tiene 2.661 habitantes (2010).

## Demografía
En 2010 Tierra Oscura contaba con una población de 2 661 habitantes según datos del Instituto Nacional de Estadística y una extensión de 88,6 km² lo que equivale a una densidad de población de 30,07 habitantes por km².

### Razas y etnias
- 87,56 % Chibchas (Americanos)[4]
- 9,92 % Mestizos
- 2,52 % Afropanameños[4]